# Codonopsis chimiliensis
Codonopsis chimiliensis är en klockväxtart som beskrevs av John Anthony. Codonopsis chimiliensis ingår i släktet Codonopsis, och familjen klockväxter. Inga underarter finns listade i Catalogue of Life.